# Chinees Taipei op de Olympische Zomerspelen 1992
Chinees Taipei nam deel aan de Olympische Zomerspelen 1992 in Barcelona. Het was de derde deelname onder de naam Chinese Taipei. In tegenstelling tot hun vorige deelname in 1988 werd er deze keer wel een medaille gewonnen namelijk een zilveren in het honkbal.

## Medailleoverzicht
| Sport   | Olympiër | Discipline | Medaille |
| ------- | --- | ---------- | -------- |
| Honkbal | Lin Chao-Huang Lin Kun-Han Wang Kuang-Shih Chen Wei-Chen Huang Wen-Po Wu Shih-Hsih Chang Yaw-Teing Liao Ming-Hsiung Lo Kuo-Chong Huang Chung-Yi Lo Chen-Jung Chen Chi-Hsin Chiang Tai-Chuan Pai Kun-Hong Kuo Lee Chien-Fu Ku Kuo-Chian Tsai Ming-Hung Chang Cheng-Hsien Chang Wen-Chung Jong Yeu-Jeng | mannen     | Zilver   |

## Deelnemers en resultaten

### Atletiek
| Olympiër       | Discipline    | Resultaat | Prestatie |
| -------------- | ------------- | --------- | --- |
| Wang Huei-Chen | 100m (v)      | 18e       | serie 6: 3de in 11,43 kwartfinale 4: 5de in 11,57 |
| Wang Huei-Chen | 200m (v)      | 18e       | serie 2: 4de in 23,37 kwartfinale 1: 6de in 22,93 |
| Ma Chun-Ping   | zevenkamp (v) | DNF       | 100m horden: 26ste in 14,52 (906 punten) hoogspringen: 15de met 1,76m (928 punten) kogelstoten: 26ste met 12,13m (670 punten) 200m: 20ste in 25,23 (866 punten) verspringen: geen geldige poging |

### Boogschieten
| Olympiër                          | Discipline      | Resultaat | Prestatie |
| --------------------------------- | --------------- | --------- | --- |
| Lai Fang-Mei                      | individueel (v) | 7e        | plaatsingsronde: 7de met 1323 punten 1ste ronde: W van SWE Djerf: 109-97 2de ronde: W van POL Nowicka: 109-107 kwartfinale: V van KOR Kim: 100-112 |
| Lin Yi-Yin                        | individueel (v) | 13e       | plaatsingsronde: 18de met 1302 punten 1ste ronde: W van ITA Testa: 106-100 2de ronde: V van KOR Kim: 104-114                                       |
| Liu Pi-Yu                         | individueel (v) | 51e       | plaatsingsronde: 51ste met 1222 punten |
| Lai Fang-Mei Lin Yi-Yin Liu Pi-Yu | team (v)        | 11e       | plaatsingsronde: 6de met 3847 punten 1ste ronde: V van Noord-Korea: 231-234                                                                        |

### Gewichtheffen
| Olympiër    | Discipline | Resultaat | Prestatie                                                    |
| ----------- | ---------- | --------- | ------------------------------------------------------------ |
| Lin Tzu-Yao | -56kg (m)  | 16e       | trekken: 10de met 110kg stoten: 18de met 125kg totaal: 335kg |

### Honkbal
| Olympiër | Discipline | Resultaat | Prestatie |
| --- | ---------- | --------- | --- |
| Lin Chao-Huang Lin Kun-Han Wang Kuang-Shih Chen Wei-Chen Huang Wen-Po Wu Shih-Hsih Chang Yaw-Teing Liao Ming-Hsiung Lo Kuo-Chong Huang Chung-Yi Lo Chen-Jung Chen Chi-Hsin Chiang Tai-Chuan Pai Kun-Hong Kuo Lee Chien-Fu Ku Kuo-Chian Tsai Ming-Hung Chang Cheng-Hsien Chang Wen-Chung Jong Yeu-Jeng | mannen     | Zilver    | groepsfase: 3de W van Italië: 8-2 V van Verenigde Staten: 9-10 W van Puerto Rico: 10-1 W van Spanje: 20-0 W van Dominicaanse Republiek: 11-0 W van Japan: 2-0 V van Cuba: 1-8 halve finale: W van Japan: 5-2 finale: V van Cuba: 1-11 |

### Judo
| Olympiër      | Discipline | Resultaat | Prestatie |
| ------------- | ---------- | --------- | --------- |
| Huang Yu-Shin | -48kg (v)  | 20e       |           |
| Wu Mei-Ling   | -66kg (v)  | 13e       |           |

### Schietsport
| Olympiër       | Discipline           | Resultaat | Prestatie                                               |
| -------------- | -------------------- | --------- | ------------------------------------------------------- |
| Tu Tsai-Hsing  | 50m pistool (m)      | 11e       | kwalificatie: 11de met 558 punten (94-93-94-93-92-92)   |
| Tu Tsai-Hsing  | 10m luchtpistool (m) | 39e       | kwalificatie: 39ste met 569 punten (94-95-92-100-94-94) |
|                |                      |           |                                                         |
| Chen Sheu-Shya | 10m luchtpistool (v) | 35e       | kwalificatie: 35ste met 373 punten (96-95-92-90)        |

### Wielersport
| Olympiër   | Discipline                    | Resultaat | Prestatie                                            |
| Baan       | Baan                          | Baan      | Baan                                                 |
| ---------- | ----------------------------- | --------- | ---------------------------------------------------- |
| Weng Yu-yi | puntenkoers (m)               | 34e       | 1ste ronde serie 1: 15de met 10 punten (op 2 ronden) |
| Weng Yu-yi | individuele achtervolging (m) | 23e       | kwalificatie: 23ste in 5.00,519                      |
| Weg        |                               |           |                                                      |
| Weng Yu-yi | wegwedstrijd (m)              | DNF       | niet gefinisht                                       |

Albanië · Algerije · Amerikaanse Maagdeneilanden · Amerikaans-Samoa · Andorra · Angola · Antigua en Barbuda · Argentinië · Aruba · Australië · Bahama's · Bahrein · Bangladesh · Barbados · België · Belize · Benin · Bermuda · Bhutan · Bolivia · Bosnië en Herzegovina · Botswana · Brazilië · Britse Maagdeneilanden · Bulgarije · Burkina Faso · Canada · Centraal-Afrikaanse Republiek · Chili · China · Chinees Taipei · Colombia · Congo-Brazzaville · Cookeilanden · Costa Rica · Cuba · Cyprus · Denemarken · Djibouti · Dominicaanse Republiek · Duitsland · Ecuador · Egypte · El Salvador · Equatoriaal-Guinea · Estland · Ethiopië · Fiji · Filipijnen · Finland · Frankrijk · Gabon · Gambia · Gezamenlijk team · Ghana · Grenada · Griekenland · Groot-Brittannië · Guam · Guatemala · Guinee · Guyana · Haïti · Honduras · Hongarije · Hongkong · Ierland · IJsland · India · Indonesië · Irak · Iran · Israël · Italië · Ivoorkust · Jamaica · Japan · Jemen · Jordanië · Kaaimaneilanden · Kameroen · Kenia · Koeweit · Kroatië · Laos · Lesotho · Letland · Libanon · Libië · Liechtenstein · Litouwen · Luxemburg · Madagaskar · Malawi · Malediven · Maleisië · Mali · Malta · Marokko · Mauritanië · Mauritius · Mexico · Monaco · Mongolië · Mozambique · Myanmar · Namibië · Nederland · Nederlandse Antillen · Nepal · Nicaragua · Nieuw-Zeeland · Niger · Nigeria · Noord-Korea · Noorwegen · Oeganda · Oman · Oostenrijk · Pakistan · Panama · Papoea-Nieuw-Guinea · Paraguay · Peru · Polen · Portugal · Puerto Rico · Qatar · Roemenië · Rwanda · Saint Vincent‑Grenadines · Salomonseilanden · Samoa · San Marino · Saoedi-Arabië · Senegal · Seychellen · Sierra Leone · Singapore · Slovenië · Soedan · Spanje · Sri Lanka · Suriname · Swaziland · Syrië · Tanzania · Thailand · Togo · Tonga · Trinidad en Tobago · Tsjaad · Tsjecho-Slowakije · Tunesië · Turkije · Uruguay · Vanuatu · Venezuela · Verenigde Arabische Emiraten · Verenigde Staten · Vietnam · Zaïre · Zambia · Zimbabwe · Zuid-Afrika · Zuid-Korea · Zweden · Zwitserland · Onafhankelijke olympische deelnemers